# Гуд Шарлът
„Гуд Шарлът“ (на английски: Good Charlotte) е американска поп пънк група, създадена през 1996 година. Има 7 издадени албума, включително мултиплатинен.

## История и албуми
Гуд Шарлът е създадена от близнаците Джоел (Joel) и Бенджи Мадън (Benji Madden), след като техният по-голям брат Джош провокира интереса им към punk музиката. На 16 години двамата близнаци създават първата си група, която се казва „The Benji, Joel, and Brian Band“. Тя не просъществува дълго, но братята не се отказват и през 1996 г. се заражда идеята за Good Charlotte. Освен Джоел (вокали, китара) и Бенджи (китара, беквокали) в нея участват и двама техни приятели от детинство – Пол Томас (бас китара) и Аарон Ескополио (барабани). След като се преместват в Анаполис, Мериленд, към тях се присъединява и Били Мартин (ритъм-китара, клавир).
Гуд Шарлът реализират първия си, едноименен албум през 2001 година. В него са включени 13 песни плюс един бонус трак. С него те нямат особено голям успех. В този албум са включени „Little Things“, „Motivation Proclamation“ и „Festival Song“.
Аарон е барабанист на Good Charlotte в техния дебютен албум, но напуска групата през 2001 година, малко преди издаването на втория албум на Гуд Шарлът – „The Young and The Hopeless“.
Албумът „The Young and The Hopeless“ излиза през 2002 г.
Песента, която прави „Гуд Шарлът“ известни, е „Lifestyles of the Rich and the Famous“. Тя оглавява поп и рок класациите навсякъде по света. Този албум е признат от RIAA (Recording Industry Association of America) за 3x платинен (3 милиона продадени копия).
Видеоклиповете на техните сингли стават едни от най-популярните по MTV и MTV2, а песента „The Anthem“ е номинирана за „Viewers Choice Award“ на музикалните награди на MTV през 2003 година. Други песни от същия албум са „Girls and Boys“, „Hold On“ и „The Young and The Hopeless“.
От 2003 г. барабанист на групата е Крис Уилсън (Chris Willson). През 2004 излиза албумът „The Chronicles of Life and Death“, който има по-зряло звучене и получава разнородни отзиви и от критиката, и от феновете. Хитове стават „Predictable“ и „I Just Wanna Live“.
След като Крис Уилсън напуска, заради зравословни проблеми, през 2005 г. временно за турнето на групата е поканен Дийн Батъруърт (Dean „Deano“ Butterworth), който е обявен за постоянен член на групата през 2007 г.
Четвъртият албум на Гуд Шарлът излиза през март 2007 и включва песните „Dance Floor Anthem“, „Keep Your Hands off My Girl“, „Victims of Love“ и др.

## Дискография
- Good Charlotte (2000)
- The Young and the Hopeless (2002)
- The Chronicles of Life and Death (2004)
- Good Morning Revival (2007)
- Cardiology (2010)
- Youth Authority (2016)
- Generation Rx (2018)